# Leonel Franca
Leonel Edgard da Silveira Franca (São Gabriel, 6 de janeiro de 1893 — Rio de Janeiro, 3 de setembro de 1948) foi um sacerdote católico e professor brasileiro. Recebeu o Prêmio Machado de Assis pela Academia Brasileira de Letras, em 1947, como homenagem ao conjunto de sua obra.

## Biografia
De família baiana, nasceu em São Gabriel, no Rio Grande do Sul, quando seu pai, engenheiro ferroviário, trabalhava na construção de uma estrada de ferro. Tinha oito irmãos. 
A família voltou à Bahia e Leonel Franca estudou inicialmente em Salvador, no Colégio Vieira, jesuítico, e aos 13 anos foi transferido para o Colégio Anchieta. Aos 14 anos teve a primeira crise cardíaca da doença que o acompanhou por toda a vida.
Entrou para a Companhia de Jesus em 1908 e em 1910 iniciou o curso de letras, próprio da formação jesuíta.  Em 1912 seguia para Roma para cursar o triênio de Filosofia na Pontifícia Universidade Gregoriana. 
De volta ao Brasil em 1915, iniciou o magistério no Colégio Santo Inácio (Rio de Janeiro). Lecionou história da filosofia, psicologia experimental e química no Colégio Anchieta, em Nova Friburgo.
Em 1920 retornou a Roma para cursar Teologia durante quatro anos, sendo ordenado Sacerdote em 1923. No ano seguinte doutorou-se em Filosofia e Teologia e em novembro de 1925 completou, em Oia na Espanha, o último ano da formação jesuítica, a chamada "Terceira Provação".  
Voltou ao Rio de Janeiro em 1927, e iniciou sua atuação no Centro Dom Vital como Assistente Eclesiástico desta instituição, da Ação Universitária Católica  e da Associação dos Professores Católicos. 

Padre Franca era muito próximo ao Cardeal Dom Sebastião Leme, Arcebispo do Rio de Janeiro e um dos principais líderes católicos da primeira metade do século XX no Brasil. Juntos dedicaram-se à defesa das ideias da Igreja Católica na área educacional. Manteve constante produção de artigos publicados em jornais e revistas. As lideranças católicas consideravam fundamental a existência de uma Universidade Católica no Brasil, e um primeiro movimento neste sentido foi a criação do Instituto Católico de Estudos Superiores, fundado em 1932 no Centro Dom Vital.

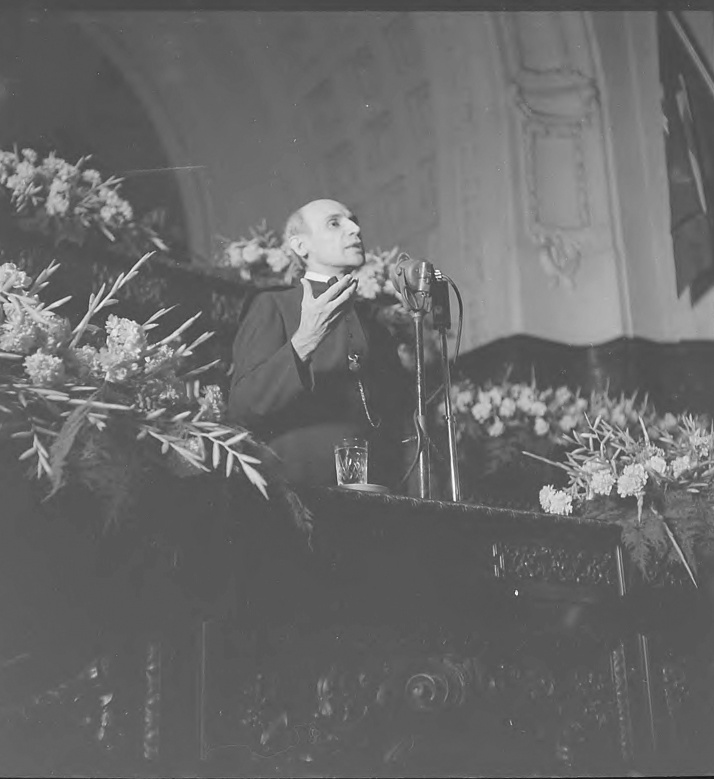
Pe. Leonel Franca discursa em 1940

No anos 30 se aproximou do Integralismo, de Plínio Salgado, sendo responsável por aprovar as Diretrizes Integralistas para publicação. As Diretrizes são um documento essencial da Doutrina Integralista, considerado o segundo mais importante da Ação Integralista Brasileira (AIB), após o Manifesto de Outubro.
Foi membro do Conselho Nacional de Educação em 1931 e vice-reitor do Colégio Santo Inácio (Rio de Janeiro). Teve papel destacado na fundação da Pontifícia Universidade Católica do Rio de Janeiro e foi, também, seu primeiro reitor.
Em 1947 recebeu o Prêmio Machado de Assis.
Além de sua sólida formação intelectual, filosófica e teológica, ganhou fama pelas refutações a pastores e líderes protestantes brasileiros, bem como pelas polêmicas mantidas com estes, tendo escrito diversos livros para explicar e fundamentar suas posições, tais como "A Igreja, a Reforma e a Civilização", "Catolicismo e Protestantismo" e "O Protestantismo no Brasil", os quais podem ser encontrados em sebos e livrarias especializadas.
Sempre acometido de saúde frágil, morre em 03 de setembro de 1948, deixando bibliografia de forte conotação apologética católica e diversos artigos em jornais da época.
Há uma rua com o seu nome em Campinas.

## Obras
- Noções de História da Filosofia (1918; 2ª ed. 1921; 3ª ed. 1928; 7ª ed. 1940)
- Apontamentos de Química Geral (1919)
- A Igreja, a Reforma e a Civilização (1922)
- O Divórcio (1931; 6ª ed. 1946; 8ª ed. 1951)
- A Psicologia da Fé (1934)
- O Protestantismo no Brasil (1938)
- A Crise do Mundo Moderno (1941) [6]
- Pensamentos Espirituais (1949)
- O Método Pedagógico dos Jesuítas (O Ratio Studiorum) (1952)
- Liberdade e Determinismo (1954)
- A Formação da Personalidade (1954)
- O Problema de Deus [7]
- Relações entre a Igreja e o Estado[8]
- Catolicismo e Protestantismo
- O Livro dos Salmos